# Manius Rabuleius
Manius Rabuleius est un homme politique de la République romaine, membre du second collège décemviral entre 450 et 449 av. J.-C.

## Famille
Il est membre de la gens Rabuleia. Selon Denys d'Halicarnasse, il est plébéien,.

## Biographie
Manius Rabuleius est un des dix membres du second collège décemviral, présidé par Appius Claudius Sabinus et élu pour achever la rédaction de la Loi des Douze Tables, premier corps de loi rédigé du droit romain. Ce second collège semble être constitué à parts égales de plébéiens, dont Manius Rabuleius, et de patriciens. A l'instigation de Sabinus, les décemvirs se maintiennent au pouvoir illégalement l'année suivante, refusant de procéder à l'élection de consuls,.
Cette année-là, une guerre éclate avec les Sabins installés dans Eretum et les Èques qui campent sur le mont Algide. Les troupes romaines sont divisées en deux armées afin de combattre sur les deux fronts. Manius Rabuleius reçoit le commandement de l'armée qui affronte les Sabins, avec trois autres décemvirs, Quintus Fabius, Quintus Poetelius et Kaeso Duillius. Pendant ce temps, Appius Claudius Sabinus et Spurius Oppius Cornicen restent à Rome pour assurer la défense de la ville, et les quatre autres décemvirs partent combattre les Èques,,.
Les deux armées romaines sont tenues en échec sur chaque front. L'armée commandée par Manius Rabuleius se replie entre Fidènes et Crustumerium puis se soulève après le meurtre du soldat Lucius Siccius Dentatus, ancien tribun de la plèbe et farouche opposant aux patriciens. Son meurtre est dissimulé comme une perte subie lors d'une embuscade tendue par les ennemis. Les soldats se mutinent et élisent dix tribuns militaires pour prendre le commandement de l'armée. Celle-ci retourne vers Rome et s'installe sur l'Aventin puis fait jonction avec l'autre armée sur le mont Sacré. Sous la pression des soldats et des plébéiens, les décemvirs démissionnent. Appius Claudius Sabinus et Spurius Oppius Cornicen, restés à Rome, sont emprisonnés mais se suicident avant leur procès. Les huit autres décemvirs, dont Manius Rabuleius, partent en exil,,.

### Auteurs antiques
- Tite-Live, Histoire romaine [détail des éditions] [lire en ligne]
- Denys d'Halicarnasse, Antiquités romaines [détail des éditions] [lire en ligne]

### Auteurs modernes
- (en) T. Robert S. Broughton, The Magistrates of the Roman Republic : Volume I, 509 B.C. - 100 B.C., New York, The American Philological Association, coll. « Philological Monographs, number XV, volume I », 1951, 578 p.
- (fr) Janine Cels-Saint-Hilaire, La République des tribus : Du droit de vote et de ses enjeux aux débuts de la République romaine (495-300 av. J.-C.), Toulouse, Presses universitaires du Mirail, coll. « Tempus », 1995, 381 p. (ISBN 2-85816-262-X, lire en ligne)